# Skull Fist
Skull Fist (engl. ‚Schädelfaust‘) ist eine kanadische Heavy- und Speed-Metal-Band aus Toronto.

## Geschichte
Die Band wurde 2006 gegründet und nahm im gleichen Jahr das erste Demo auf. 
In der Besetzung Jackie Slaughter, Sir Shred und Alison Thunderland nahm Skull Fist 2010 die Debüt-EP Heavier Than Metal auf, die aufgrund des guten Verkaufs von der Band und verschiedenen Untergrund-Labels mehrfach als CD, MC und Schallplatte wiederveröffentlicht wurde. Mit dieser Aufnahme gewann die Band im Dezember 2010 den Rock-The-Nation-Award, der ihr zu einem Plattenvertrag mit dem Label NoiseArt Records verhalf.
Der in der Zwischenzeit zur Band gestoßene Bassist Johnny Exciter verließ diese nach mehreren Konzerten in Europa im Januar 2011 wieder. Mit dem neuen Bassisten Casey Slade ging die Band im April 2011 zusammen mit Enforcer und Bullet auf Europatour. Während Sir Shred die Band unmittelbar nach dieser verließ, spielte Alison Thunderland noch die Schlagzeugspuren zum ersten Album Head öf the Pack ein, welches am 26. August 2011 bei NoiseArt Records erschien, ehe auch sie der Band den Rücken kehrte. Sie wurde am Schlagzeug durch Jake ersetzt, außerdem trat Johnny Exciter – nun unter dem Namen Jonny Nesta und als Gitarrist – der Band wieder bei. Skull Fist war im September 2011 als Vorgruppe der Bands Sabaton, Grave Digger und Powerwolf bei einer weiteren Europatour unter dem Namen Power of Metal unterwegs.
Am 30. Juni 2015 gab die Band den Ausstieg von Zach Slaughter bekannt, der aber bereits nach vier Monaten zurückkehrte. 
Die ehemaligen Mitglieder Caleb Beal, Teddy Turbo und Chris Keel spielten später alle bei der kanadischen Band Midnight Malice.

## Stil
Die Band spielt Heavy- bzw. Speed-Metal im Stil der 1980er-Jahre. Es gibt Parallelen zu Bands der New Wave of British Heavy Metal wie beispielsweise Angel Witch. Skull Fist coverte das Lied Attack, Attack der britischen Metal-Band Tokyo Blade auf Head öf the Pack. Als Einfluss nennt Jackie Slaughter Künstler verschiedener Genres wie Kreator, Astral Doors, Pink Floyd und Johann Sebastian Bach.

## Diskografie
- 2006: No False Metal (Demoaufnahme)
- 2010: Heavier Than Metal (EP, Eigenveröffentlichung)
- 2011: Head öf the Pack (NoiseArt Records)
- 2014: Chasing the Dream (NoiseArt Records)
- 2018: Way of the Road (NoiseArt Records)
- 2022: Paid in Full (NoiseArt Records)